# Діерфілд (Канзас)
Діерфілд (англ. Deerfield) — місто (англ. city) в США, в окрузі Карні штату Канзас. Населення — 711 особа (2020).

## Географія
Діерфілд розташований за координатами 37°58′55″ пн. ш. 101°7′59″ зх. д. / 37.98194° пн. ш. 101.13306° зх. д. (37.981963, -101.133189).  За даними Бюро перепису населення США в 2010 році місто мало площу 1,21 км², уся площа — суходіл.

## Демографія
Згідно з переписом 2010 року, у місті мешкало 700 осіб у 235 домогосподарствах у складі 180 родин. Густота населення становила 579 осіб/км².  Було 249 помешкань (206/км²).
Расовий склад населення:
| - 81,0 % — білих - 1,1 % — корінних американців - 1,1 % — чорних або афроамериканців - 0,3 % — азіатів - 14,6 % — осіб інших рас |

До двох чи більше рас належало 1,9 %. Частка іспаномовних становила 48,7 % від усіх жителів.
За віковим діапазоном населення розподілялося таким чином: 31,4 % — особи молодші 18 років, 57,0 % — особи у віці 18—64 років, 11,6 % — особи у віці 65 років та старші. Медіана віку мешканця становила 32,0 року. На 100 осіб жіночої статі у місті припадало 96,1 чоловіків;  на 100 жінок у віці від 18 років та старших — 91,2 чоловіків також старших 18 років.
Середній дохід на одне домашнє господарство  становив 59 044 долари США (медіана — 48 409), а середній дохід на одну сім'ю — 59 665 доларів (медіана — 49 205). Медіана доходів становила 35 000 доларів для чоловіків та 23 750 доларів для жінок. За межею бідності перебувало 17,9 % осіб, у тому числі 28,1 % дітей у віці до 18 років та 19,2 % осіб у віці 65 років та старших.
Цивільне працевлаштоване населення становило 340 осіб. Основні галузі зайнятості: виробництво — 27,1 %, освіта, охорона здоров'я та соціальна допомога — 20,6 %, мистецтво, розваги та відпочинок — 12,9 %, сільське господарство, лісництво, риболовля — 12,4 %.